# B4GALT7
B4GALT7 (англ. Beta-1,4-galactosyltransferase 7) – білок, який кодується однойменним геном, розташованим у людей на короткому плечі 5-ї хромосоми. Довжина поліпептидного ланцюга білка становить 327 амінокислот, а молекулярна маса — 37 406.
| 10         |  | 20         |  | 30         |  | 40         |  | 50         |
| ---------- |  | ---------- |  | ---------- |  | ---------- |  | ---------- |
| MFPSRRKAAQ |  | LPWEDGRSGL |  | LSGGLPRKCS |  | VFHLFVACLS |  | LGFFSLLWLQ |
| LSCSGDVARA |  | VRGQGQETSG |  | PPRACPPEPP |  | PEHWEEDASW |  | GPHRLAVLVP |
| FRERFEELLV |  | FVPHMRRFLS |  | RKKIRHHIYV |  | LNQVDHFRFN |  | RAALINVGFL |
| ESSNSTDYIA |  | MHDVDLLPLN |  | EELDYGFPEA |  | GPFHVASPEL |  | HPLYHYKTYV |
| GGILLLSKQH |  | YRLCNGMSNR |  | FWGWGREDDE |  | FYRRIKGAGL |  | QLFRPSGITT |
| GYKTFRHLHD |  | PAWRKRDQKR |  | IAAQKQEQFK |  | VDREGGLNTV |  | KYHVASRTAL |
| SVGGAPCTVL |  | NIMLDCDKTA |  | TPWCTFS    |  |            |  |            |

A: Аланін

C: Цистеїн

D: Аспарагінова кислота

E: Глутамінова кислота

F: Фенілаланін

G: Гліцин

H: Гістидин

I: Ізолейцин

K: Лізин

L: Лейцин

M: Метіонін

N: Аспарагін

P: Пролін

Q: Глутамін

R: Аргінін

S: Серин

T: Треонін

V: Валін

W: Триптофан

Кодований геном білок за функціями належить до трансфераз, глікозилтрансфераз. 
Білок має сайт для зв'язування з іонами металів, іоном марганцю. 
Локалізований у мембрані, апараті гольджі.